# Saigonita paradoxa
Saigonita paradoxa är en fjärilsart som beskrevs av Sergius G. Kiriakoff 1971. Saigonita paradoxa ingår i släktet Saigonita och familjen nattflyn. Inga underarter finns listade.